# 137
Glej tudi: število 137
137 (CXXXVII) je bilo navadno leto, ki se je po julijanskem koledarju začelo na ponedeljek.

## Dogodki
- 1. januar
- - Klavdij Ptolemaj objavi svoje astronomsko delo Almagest.